# Ролли, Эстер
Эстер Ролли (англ. Esther Rolle; 8 ноября 1920 — 17 ноября 1998) — американская актриса, лауреат премии «Эмми». Ролли сыграла множество ролей на сцене и экране, но наибольшей известности добилась благодаря ситкомам CBS «Мод» (1972—1974) и его спин-оффе «Добрые времена» (1974—1979).

## Жизнь и карьера
Ролли родилась в Помпано-Бич, Флорида в семье иммигрантов с Багамских островов. Она начала свою карьеру на офф-бродвейской сцене в 1962 году, играя в постановке «Чернокожие», вскоре после чего стала основателем Нью-Йоркской трупы темнокожих актёров. На бродвейской сцене она дебютировала в пьесе Don’t Play Us Cheap, которая позже была адаптирована в кинофильм, где Ролли также снялась.
Ролли добилась наибольшей известности по роли Флориды Эванс, экономки главной героини, в ситкоме CBS «Мод», где она снималась с 1972 по 1974 год. В ходе второго сезона канал решил сделать спин-офф шоу, афро-ситком «Добрые времена», о семье её героини. В 1975 году она получила номинацию на премию «Золотой глобус» в категории «Лучшая женская роль в телевизионном сериале — комедия или мюзикл». В период производства ситкома Ролли была недовольна, что сценаристы представляли персонажей как стереотипных бедных афроамериканцев, тогда как она хотела показывать пример для общины. Она в итоге покинула сериал в 1977 году, но менее чем через год вернулась по приглашению продюсеров, которые хотели поднять рейтинги. Ситком тем не менее был закрыт в 1979 году.
В 1979 году Ролли выиграла премию «Эмми» за роль горничной в телефильме «Лето моего немецкого солдата». С тех пор она вернулась на сцену, играя в таких пьесах как «Изюм на солнце». В ходе 1980-х и 1990-х она брала на себя эпизодические роли в «Фламинго-роуд», «Лодка любви», «Она написала убийство» и «Прикосновение ангела», а также играла Мамушку в мини-сериале 1994 года «Скарлетт». Также Ролли появилась в фильмах «Шофёр мисс Дэйзи», «Лоскутное одеяло» и «Роузвуд», за игру в последним номинируясь на NAACP Image Award. Она умерла от осложнений сахарного диабета 17 ноября 1998 года. Последняя роль Ролли была в фильме «Возвращение к истокам» с Элфри Вудард, который был выпущен в прокат спустя пару недель после её смерти.

## Фильмография
- Ничего кроме человека (1964)
- Вверх по лестнице, ведущей вниз (1967)
- Кто говорит, что я не могу прокатиться на радуге? (1971)
- Клеопатра Джонс (1973)
- Трагедия Ромео и Джульетты (1982)
- Могучий Куинн (1989)
- Шофёр мисс Дэйзи (1989)
- Мыс страха (1991)
- Карточный домик (1993)
- Лоскутное одеяло (1995)
- Мои дорогие американцы (1996)
- Роузвуд (1997)
- Возвращение к истокам (1998)